# Salvatore Sanmartino
Salvatore Sanmartino (Canicattì, 29 giugno 1886 – Palermo, 20 ottobre 1969) è stato un politico italiano.

## Biografia
Avvocato, è stato il fondatore delle sezioni del Partito Popolare Italiano e e poi della Democrazia Cristiana a Canicattì. Alle elezioni politiche del 18 aprile 1948 è stato eletto al Senato, venendo confermato a Palazzo Madama anche nel 1953; termina il proprio mandato parlamentare nel 1958.
Fu anche fra i fondatori della Secolare Accademia del Parnaso Canicattinese.
Muore il 20 ottobre 1969 all'età di 83 anni.